# Râul Potopu
Pârâul Potopu izvorăște din Piemontul Cândești. Se unește cu Cobia și formează râul Sabar. La nord-vest de Găești, după inundațiile din 1977 s-a construit un canal care preia o parte din debit către râul Argeș.